# Малетіно (Каменський район)
Мале́тіно (рос. Малетино) — село у складі Каменського району Алтайського краю, Росія. Входить до складу Столбовської сільської ради.

## Населення
Населення — 89 осіб (2010; 173 у 2002).
Національний склад (станом на 2002 рік):
- росіяни — 93 %